# Royale Entente sportive jamboise
Maillots
Dernière mise à jour : 8 janvier 2013.
La Royale Entente sportive jamboise (matricule 1579) était un club de football belge créé le 10 mai 1943.
Le 19 avril 1955, le club obtint le titre de société royale. Le club a évolué plusieurs saisons en division 3 du championnat national belge.
Le 1er juillet 1989, la RESJ fusionna avec l'Union royale Namur (156) pour devenir le R.F.C. Namur (156).

## Résultats dans les divisions nationales
Statistiques clôturées - Club disparu

### Palmarès
- 1 fois champion de Belgique de Promotion en 1960.

### Bilan
| Niv | Divisions     | Jouées | Titres | TM Up | TM Down |
| --- | ------------- | ------ | ------ | ----- | ------- |
| I   | 1re nationale | 0      | 0      |       |         |
| II  | 2e nationale  | 0      | 0      |       |         |
| III | 3e nationale  | 12     | 0      |       |         |
| IV  | 4e nationale  | 8      | 1      |       |         |
| V   | 5e nationale  | 0      | 0      |       |         |
|     |               |        |        |       |         |
|     | TOTAUX        | 20     | 1      | 0     | 0       |

- TM Up : test-match pour départager des égalités, ou toutes formes de Barrages ou de Tour final pour une montée éventuelle.
- TM Down : test-match pour départager des égalités, ou toutes formes de Barrages ou de Tour final pour le maintien.

### Classements
| Ordre               | Saison  | Nom du club                                               | Niveau                                                    | Classement final                                          | Remarques                                                 |
| ------------------- | ------- | --------------------------------------------------------- | --------------------------------------------------------- | --------------------------------------------------------- | --------------------------------------------------------- |
| 1                   | 1949-50 | ES jamboise                                               | Promotion (D3) série B                                    | 13e/16                                                    |                                                           |
| 2                   | 1950-51 | ES jamboise                                               | Promotion (D3) série A                                    | 13e/16                                                    |                                                           |
| 3                   | 1951-52 | ES jamboise                                               | Promotion (D3) série A                                    | 13e/16                                                    | Relégué!                                                  |
| 4                   | 1952-53 | ES jamboise                                               | Promotion série B                                         | 15e/16                                                    | Relégué!                                                  |
| séries provinciales |         |                                                           |                                                           |                                                           |                                                           |
| 5                   | 1957-58 | R. ES jamboise                                            | Promotion série D                                         | 8e/16                                                     |                                                           |
| 6                   | 1958-59 | R. ES jamboise                                            | Promotion série C                                         | 2e/16                                                     |                                                           |
| 7                   | 1959-60 | R. ES jamboise                                            | Promotion série A                                         | 1er/16                                                    | Champion et promu!                                        |
| 8                   | 1960-61 | R. ES jamboise                                            | Division 3 série B                                        | 4e/16                                                     |                                                           |
| 9                   | 1961-62 | R. ES jamboise                                            | Division 3 série B                                        | 5e/16                                                     |                                                           |
| 10                  | 1962-63 | R. ES jamboise                                            | Division 3 série B                                        | 12e/16                                                    |                                                           |
| 11                  | 1963-64 | R. ES jamboise                                            | Division 3 série A                                        | 14e/16                                                    |                                                           |
| 12                  | 1964-65 | R. ES jamboise                                            | Division 3 série B                                        | 13e/16                                                    |                                                           |
| 13                  | 1965-66 | R. ES jamboise                                            | Division 3 série A                                        | 12e/16                                                    |                                                           |
| 14                  | 1966-67 | R. ES jamboise                                            | Division 3 série A                                        | 7e/16                                                     |                                                           |
| 15                  | 1967-68 | R. ES jamboise                                            | Division 3 série B                                        | 11e/16                                                    |                                                           |
| 16                  | 1968-69 | R. ES jamboise                                            | Division 3 série B                                        | 15e/16                                                    | Relégué!                                                  |
| 17                  | 1969-70 | R. ES jamboise                                            | Promotion série A                                         | 8e/16                                                     |                                                           |
| 18                  | 1970-71 | R. ES jamboise                                            | Promotion série B                                         | 16e/16                                                    | Relégué!                                                  |
| séries provinciales |         |                                                           |                                                           |                                                           |                                                           |
| 19                  | 1987-88 | R. ES jamboise                                            | Promotion série D                                         | 12e/16                                                    |                                                           |
| 20                  | 1988-89 | R. ES jamboise                                            | Promotion série D                                         | 8e/16                                                     |                                                           |
| X                   | 1989    | Arrêt des activités du club, son matricule 1579 disparaît | Arrêt des activités du club, son matricule 1579 disparaît | Arrêt des activités du club, son matricule 1579 disparaît | Arrêt des activités du club, son matricule 1579 disparaît |

## Refondation
Le 27 décembre 1999, un nouveau club fut fondé sous le nom d'Entente sportive jamboise (matricule 9363), évoluant en bleu et blanc.
En 2024-2025, il évolue en deuxième provinciale de la province de Namur, soit le septième niveau hiérarchique en Belgique.
L'Entente sportive jamboise (matricule 09363) évolue au Stade ADEPS de Jambes.